# Гэ Фэй
Гэ Фэй (кит. упр. 葛菲, пиньинь Gě Fēi, род. 9 октября 1975; Наньтун, провинция Цзянсу) — китайская бадминтонистка, двукратная олимпийская чемпионка, 13-кратная чемпионка мира, 7-кратная чемпионка Азии, 11-кратная чемпионка Китая. Одержала свыше тридцати побед на чемпионатах межнационального уровня, выступая в паре с другой выдающейся китайской бадминтонисткой — Гу Цзюнь. Пара Гэ Фэй и Гу Цзюнь была одной из сильнейших пар в мировом бадминтоне с середины 1990-х гг. и до начала 2000-х, в самом Китае спортсменок называли «лучшей парой в Поднебесной». Несмотря на выдающие результаты, достигнутые благодаря работе в паре, в повседневной жизни спортсменки практически не пересекались, во время соревнований никогда не жили вместе и не общались за пределами спортплощадки.
После неудачного выступления пары на Олимпийских играх 2004 года Гэ Фэй решила оставить национальную сборную. Гу Цзюнь, которая не смогла найти подходящего партнёра для работы в паре, последовала её примеру.

## Биография
Гу Фэй родилась 9 октября 1975 года в Наньтуне. Играть в бадминтон начала с шести лет. В 1983 году начала заниматься в Наньтунском молодёжном дворце спорта (南通市业余体校). В сентябре 1984 года начала заниматься в Институте физкультуры и спорта провинции Цзянсу (江苏体育运动学校). После трех лет упорных тренировок Гу Фэй стала членом юниорской команды по бадминтону провинции Цзянсу.
В 1993 году Гэ Фэй вместе с другой юной спортсменкой, Гу Цзюнь, была избрана членом китайской национальной сборной по бадминтону. С того времени началось их сотрудничество, которое привело обеих к чемпионским наградам и мировому признанию.

## Значимые достижения
| Rank                         | Event           | Date                               | Venue                                     |
| ---------------------------- | --------------- | ---------------------------------- | ----------------------------------------- |
| Чемпионат мира по бадминтону |                 |                                    |                                           |
| 1                            | Women’s doubles | 1997                               | Глазго, Шотландия                         |
| 1                            | Mixed doubles   | 1997                               | Глазго, Шотландия                         |
| 1                            | Women’s doubles | 1999                               | Копенгаген, Дания                         |
| 3                            | Mixed doubles   | 1995                               | Лозанна, Швейцария                        |
| 3                            | Mixed doubles   | 1999                               | Copenhague, DEN                           |
| Кубок Судирмана              |                 |                                    |                                           |
| 1                            | Team            | 1997                               | Glasgow, SWI                              |
| Чемпионат Азии по бадминтону |                 |                                    |                                           |
| 1                            | Women’s doubles | 1994                               | Shanghai, CHN                             |
| 1                            | Women’s doubles | 1995                               | Beijing, CHN                              |
| 1                            | Mixed doubles   | 1995                               | Beijing, CHN                              |
| 1                            | Women’s doubles | 1998                               | Bangkok, THA                              |
| 1                            | Women’s doubles | 1999                               | Kuala Lumpur, MAS                         |
| Летние Азиатские игры        |                 |                                    |                                           |
| 1                            | Women’s doubles | 1998                               | Bangkok, THA                              |
| World Grand Prix             |                 |                                    |                                           |
| 1                            | Women’s doubles | 1994, 1995, 1996, 1997, 1998, 1999 | World Grand Prix finals                   |
| 1                            | Mixed doubles   | 1997                               | World Grand Prix finals                   |
| 1                            | Women’s doubles | 1994, 1995, 1997, 1998             | Singapore Open                            |
| 1                            | Women’s doubles | 1995                               | Indonesia Open                            |
| 1                            | Women’s doubles | 1997                               | Korea Open                                |
| 1                            | Mixed doubles   | 1997                               | Korea Open                                |
| 1                            | Women’s doubles | 1997, 1998                         | Swiss Open                                |
| 1                            | Mixed doubles   | 1997                               | Swiss Open                                |
| 1                            | Women’s doubles | 1996, 1997, 1998, 2000             | Открытый чемпионат Англии по бадминтону   |
| 1                            | Mixed doubles   | 1997                               | All England Open                          |
| 1                            | Women’s doubles | 2000                               | Открытый чемпионат Малайзии по бадминтону |